# Dendronephthya composita
Dendronephthya composita är en korallart som beskrevs av Tixier-Durivault och Prevor 1962. Dendronephthya composita ingår i släktet Dendronephthya och familjen Nephtheidae. Inga underarter finns listade i Catalogue of Life.